# Резня в Нир-Ицхаке
Резня в Нир-Ицхаке (ивр. הטבח בניר יצחק‎) — массовые убийства, произошедшие на праздник Симхат Тора 7 октября 2023 года в рамках внезапного нападения ХАМАСа на Израиль, в ходе которого боевики террористической организации ХАМАС из сектора Газа вторглись в кибуц Нир-Ицхак на юге Израиля и устроили резню и похищение его жителей.

## Предыстория
Нир-Ицхак — кибуц в пустыне Негев на северо-западе Израиля, основанный 8 декабря 1949 года и названный в честь командира Пальмаха Ицхака Саде. Связанный с молодёжным движением Ха-шомер ха-цаир, он поддерживает программу «Гарин Цабар» для евреев неизраильского происхождения, служащих в Армии обороны Израиля. По состоянию на 2021 год его население составляло 649 человек. Экономически он является совладельцем Shahen Agriculture Co., специализирующейся на выращивании полевых культур, вместе с кибуцом Керем-Шалом.
Утром 7 октября 2023 года ХАМАС и организации Палестинского исламского джихада совершили внезапное нападение на Израиль. Под прикрытием ракетных обстрелов Израиля около 3000 боевиков проникли в израильские общины и военные объекты, участвуя в перестрелках с немногочисленными силами безопасности. Боевики убили 1080 мирных жителей, 55 полицейских и 301 солдата, а также похитили в сектор Газа не менее 247 человек (из которых 5 были освобождены), включая женщин и пожилых людей.

## Резня
7 октября 2023 года около 7:00 на праздник Симхат Тора в ходе внезапного нападения на Израиль десятки боевиков террористической организации ХАМАС из сектора Газа вторглись в кибуц Нир-Ицхак и начали ходить от дома к дому, убивая жителей. В ходе резни боевики произвели обширные разрушения и разграбили дома, в которые ворвались.
Жители кибуца были заперты в безопасных комнатах более 14 часов без доступа к воде, еде и канализации, в то время как внутри и снаружи домов продолжалась постоянная стрельба. Транспортные средства, принадлежащие нескольким семьям, были украдены и, по всей видимости, использовались для перевозки жертв похищения в сектор Газа.
Группа быстрого реагирования кибуца сражалась с десятками проникших боевиков, пытаясь защитить жителей. В ходе боя погибли старшина группы и ещё один член группы реагирования. Ещё один житель кибуца был убит в ожесточённом бою с боевиками.
Четверо членов группы быстрого реагирования пропали без вести, их состояние неизвестно. Ещё двое членов кибуца и трое проживающих с ними гостей были похищены в Газу, их судьба неизвестна. Один из отрядов боевиков также проник на завод Chemi Pharm в кибуце, пытаясь убить и похитить рабочих, а также уничтожить и разграбить оборудование. Благодаря сети камер завода рабочие забаррикадировались в укреплённом районе и таким образом были спасены, даже продолжая производственную деятельность.
Прибывшие в кибуц бойцы подразделения ЛОТАР вступили в бой и сумели уничтожить большую часть боевиков, а остальных отбить или захватить.

## Последующие события
13 декабря 2023 года семье похищенного террористами Таля Хаими сообщили, что он ими был убит. От этого осиротели два девятилетних близнеца и шестилетий ребёнок.

## Память
7 ноября 2023 года по всему Израилю был объявлен «День гражданского траура».